# Spin out (windsurfing)
Spin out – obecne w windsurfingu zjawisko powstawania bąbla powietrza na stateczniku, czego efektem jest zanik siły hydrodynamicznej.

## Spin out: Powstawanie nabajdewindzie
Przyczyny : zbyt ostry kurs w stosunku do wiatru, lub za silny nacisk tylnej stopy na część rufową deski;
Efekt : oderwanie strug powietrza prowadzi do powstania bańki powietrza na tej stronie statecznika, gdzie panuje podciśnienie, w wyniku tego zanika różnica ciśnień i zaniki siła hydrodynamiczna;

## Spin out: Powstawanie na innych kursach
Przyczyny : wentylacja, czyli przedostanie się powietrza w okolice statecznika(zdarza się to gdy płyniemy na zafalowanym akwenie, gdy okolice statecznika znajdują się w dolinie fali gromadzą znajdujące się tam powietrze), wtedy następuje powstanie bańki;
Efekty : zanik różnicy ciśnień po obu stronach statecznika co prowadzi do zaniku siły hydrodynamicznej;